# 賽蓮 (DIK-1-1)
賽蓮（DIK-1-1）（Selam，DIK-1-1），又名塞拉姆、「迪奇卡小孩」（Dikika Baby）、「露西的小孩」（Lucy’s baby），為一具幼兒化石，年代距今約330萬年前，死時大概三歲，保存狀況罕見地完整，包含頭骨及軀幹，2000年在衣索比亞的迪奇卡(Dikika)被發現，於2006年《美國科學人》（Scientific American）發表，與曾被稱為「人類最早祖先」的露西（Lucy）發現處僅距4公里，同屬阿法南猿人（Australopithecus afarensis），因此賽蓮有「露西的小孩」（Lucy’s baby）之稱，值得注意的是，其實露西的生活年代為距今320萬年前，比賽蓮晚了約十萬年。 
賽蓮的發現，對於阿法南猿人阿法南猿人行動模式究竟是以雙腿在地面行走，抑或未脫離樹棲，使學者間產生爭論，但由於其骨骼保存相當完整，在研究人類遠古親戚的發展扮演著重要角色。另外，由於賽蓮身上同時存在類人猿（apes）與人的特徵，代表賽蓮正處於人類演化的關鍵階段，美國亞利桑納州立大學（Arizona State University）人類起源研究所主任約翰森（Donald C. Johanson）曾有以下評論：「要是露西是20世紀世紀最偉大的化石發現，這個孩子就是21世紀到現在為止最偉大的發現」。

## 發現
2000年12月由衣索比亞籍古人類學家阿連賽吉德率領的團隊發現，地點位於非洲古國衣索比亞的迪奇卡(Dikika)，一共花了五年的時間整理記錄出土的化石，並利用電腦斷層掃描（CT Scan）牙齒的部分，確認性別為女性且死時年齡為三歲。「Selam」在許多非洲國家的詞彙中意思為「和平」，團隊希望能為該地區，甚至全世界，給予和平的祝福。而阿連賽吉德認為，賽蓮最令人驚豔的在於她不只出土了完整的軀幹、腳甚至手指，更重要的是，她還保存了整個臉。

## 遺址埋藏學
究竟賽蓮是怎麼死的？又是在怎樣的環境裡掩埋才能如此驚人地被保存下來？這個謎研究團隊亦尚未解開，就目前所知，賽蓮可能死於大洪水，瞬間被掩埋，因而能保存完整軀體。

## 特點

### 腦容量
大概只發展到65%~88%的腦容量，仍發育中。 一般而言黑猩猩三歲時幾乎已發展90%以上，故出生後不久即迅速適應四周環境；以賽蓮的年齡來說，若此時擁有一個仍成長中的腦，可說是現代人的特徵，因為人類在幼年時不斷擴張腦的發展，故需要父母長時間的照顧，而長期與父母相處同時意味著在學習，此階段便被稱為「童年」，為人類的一大特色之一。另外，父母有更多時間照顧幼兒，顯示在當時，亦即三百多萬年前已有相當複雜的社會組織結構。

### 舌骨（Hyoid bone）
為第一個發現的阿法南猿舌骨，也是全世界僅次尼安德塔人的第二次發現。舌骨之重要在於其後影響了人類的發聲，然而舌骨極脆弱保存相當不易，特別是幼兒，故此次為考古史上大發現。在賽蓮的化石中，舌骨明顯仍停留在猩猩的階段， 研究團隊的成員之一，英國倫敦大學學院（University College London）的教授Fred Spoor認為，此發現提供了研究人類聲帶演化的初探。

### 肩胛骨（Scapula）
為了能更對應我們垂直的脊椎，現代人類有著較寬的肩胛下窩（infraspinous fossa）和較側向的肩臼（glenoid fossa）；黑猩猩則趨向擁有更窄的肩胛下窩與更加朝上的肩臼，以便符合脊椎的弧度。然而，賽蓮的肩胛上窩（supraspinous fossa）不若黑猩猩的窄，也沒有那麼彎的脊椎，這些特徵正介於非洲類人猿與人類之間，但整體而言，比較肩胛上窩及肩胛下窩的寬度，賽蓮仍舊較接近於猩猩。

## 相關問題
樹棲與地面活動爭議。由賽蓮的肩胛骨特徵，顯示出其會在樹上攀爬，但是究竟賽蓮仍如同猩猩一般過著樹棲的生活，抑或早已完全在地面活動？關於對賽蓮的肩胛骨看法的分歧，引發了學者們的討論。英國倫敦大學學院（University College London）教授Fred Spoor：「有些學者可能認為此特徵繼承自祖先，並顯露出些微人的生活型態；另外有些人認為他們仍經常使用手臂攀爬。然而，這並不代表他們整天擺盪在樹林間，而是某層面上他們仍會攀爬，比如夜晚在樹上築巢或覓食。」。